# Margarete Weiß
Margarete Weiß (* 23. Juni 1912 in Sülfeld; † 7. August 1990 in Groß Kummerfeld) war eine deutsche Politikerin (FDP).
Weiß besuchte das Oberlyzeum und die Frauenschule sowie ein Kindergärtnerinnenseminar. Sie war Leiterin von mehreren Kindergärten, Sozialberaterin und Hausfrau.
Weiß war Mitglied des Landesvorstandes der FDP und des Bundeshauptausschusses der FDP, Vorsitzende des Landesausschusses für Frauenfragen der FDP und Ratsherrin der Stadt Neumünster. Von 1950 bis 1958 und von 1962 bis 1971 war sie Mitglied des Landtages von Schleswig-Holstein und dort stellvertretende Vorsitzende der FDP-Landtagsfraktion. Am 23. Juni 1967 wurde sie parlamentarische Vertreterin des Finanzministers.